# Genianthus nicobarensis
Genianthus nicobarensis är en oleanderväxtart som beskrevs av J. Klackenberg. Genianthus nicobarensis ingår i släktet Genianthus och familjen oleanderväxter. Inga underarter finns listade i Catalogue of Life.